# Marie-France van Helden
Marie-France van Helden (gebürtig Vives; * 30. September 1959 in Cannes) ist eine ehemalige französische Eisschnellläuferin.

## Werdegang
Van Helden, die für den CPC Paris startete, wurde dreimal französische Juniorenmeisterin im Mini-Mehrkampf (1978–1980) und zweimal im Sprint-Mehrkampf (1973, 1975). Bei französischen Meisterschaften siegte sie jeweils siebenmal im Kleinen Vierkampf (1983–1987, 1990, 1992) und Sprint-Mehrkampf (1980, 1981, 1983–1987) sowie viermal im Mini-Mehrkampf (1978–1980, 1982). International trat sie erstmals bei den Juniorenweltmeisterschaften 1976 in Madonna di Campiglio in Erscheinung, wobei sie den 20. Platz im Mini-Mehrkampf errang. In den folgenden Jahren lief sie bei den Juniorenweltmeisterschaften 1977 in Inzell auf den 14. Platz, bei den Juniorenweltmeisterschaften 1978 in Montreal auf den 19. Rang, bei den Juniorenweltmeisterschaften 1979 in Grenoble auf den 22. Platz und bei den Juniorenweltmeisterschaften 1980 in Assen auf den 25. Platz im Mini-Mehrkampf. Zudem nahm sie an sechs Mehrkampfweltmeisterschaften (1979 in Den Haag, 1984 in Deventer, 1985 in Sarajevo, 1986 in Den Haag, 1987 in West Allis und 1992 in Heerenveen) und fünf Mehrkampfeuropameisterschaften (1983 in Heerenveen, 1985 in Groningen, 1986 in Geithus, 1987 in Groningen und 1988 in Kongsberg) teil. Ihre besten Platzierungen dabei erreichte sie bei der WM in den Jahren 1985 sowie 1986 mit dem 14. Platz im Kleinen Vierkampf und bei der EM im Jahr 1987 mit dem 12. Platz im Kleinen Vierkampf. Ihr bestes Ergebnis bei ihren vier Teilnahmen an Sprintweltmeisterschaften (1978 in Lake Placid, 1981 in Grenoble, 1985 in Heerenveen und 1986 in Karuizawa) war der 21. Platz im Jahr 1978. In der Saison 1987/88 lief sie in Berlin ihre einzigen Rennen im Eisschnelllauf-Weltcup, wobei sie den 26. Platz über 1000 m sowie den 25. Platz über 500 m errang und belegte bei ihrer einzigen Teilnahme an Olympischen Winterspielen in Calgary den 27. Platz über 500 m sowie den 24. Rang über 3000 m. Im Jahr 1980 heiratete sie den niederländischen Eisschnellläufer Hans van Helden.

## Erfolge

### Olympische Spiele
- 1988 Calgary: 24. Platz 3000 m, 27. Platz 500 m

### Mehrkampf-Weltmeisterschaften
- 1979 Den Haag: 27. Platz Mini-Mehrkampf
- 1984 Deventer: 27. Platz Kleiner Vierkampf
- 1985 Sarajevo: 14. Platz Kleiner Vierkampf
- 1986 Den Haag: 14. Platz Kleiner Vierkampf
- 1987 West Allis: 20. Platz Kleiner Vierkampf
- 1992 Heerenveen: 29. Platz Kleiner Vierkampf

### Sprint-Weltmeisterschaften
- 1978 Lake Placid: 21. Platz Sprint-Mehrkampf
- 1981 Grenoble: 28. Platz Sprint-Mehrkampf
- 1985 Heerenveen: 27. Platz Sprint-Mehrkampf
- 1986 Karuizawa: 25. Platz Sprint-Mehrkampf

### Mehrkampf-Europameisterschaften
- 1983 Heerenveen: 27. Platz Kleiner Vierkampf
- 1985 Groningen: 15. Platz Kleiner Vierkampf
- 1986 Geithus: 16. Platz Kleiner Vierkampf
- 1987 Groningen: 12. Platz Kleiner Vierkampf
- 1988 Kongsberg: 19. Platz Kleiner Vierkampf

## Persönliche Bestleistungen
| Disziplin | Zeit        | Datum             | Ort     |
| --------- | ----------- | ----------------- | ------- |
| 500 m     | 42,49 s     | 13. Februar 1988  | Calgary |
| 1000 m    | 1:25,70 min | 4. Januar 1986    | Davos   |
| 1500 m    | 2:11,64 min | 8. März 1986      | Inzell  |
| 3000 m    | 4:32,34 min | 13. Februar 1988  | Calgary |
| 5000 m    | 8:14,31 min | 20. Dezember 1986 | Inzell  |